# Моримото, Леон
Леон Маркус Моримото (англ. Leon Marcus Morimoto; род. 18 декабря 2001, Гонолулу) — гуамский футболист, левый защитник американского клуба «Сентрал Валли Фуэго» и сборной Гуама.

## Биография
Леон Моримото родился 18 декабря 2001 года в городе Гонолулу на Гавайях.
В 14-летнем возрасте перебрался в Аргентину.
Играет в футбол на позиции левого защитника. На молодёжном уровне выступал за гуамский «Страйкерз», аргентинские «Индепендьенте» (2016—2017) и «Темперлей» (2017—2021).
С 2021 года играл за «Темперлей-2» из Большого Буэнос-Айреса, выступающий во втором эшелоне аргентинского футбола Примере B Насьональ.
20 февраля 2024 года подписал контракт с американским клубом «Сентрал Валли Фуэго» из Лиги один ЮСЛ.
С 2021 года выступает за сборную Гуама. Дебютировал 30 мая 2021 года в Сучжоу в матче отборочного турнира чемпионата мира против сборной Китая (0:7), проведя на поле на 90 минут. К 2022 году провёл 4 матча, мячей не забивал.